# 아시안 하이웨이 31호선
아시안 하이웨이 31호선(AH31, )은 러시아 아무르주 벨로고르스크에서 중화인민공화국 다롄시까지 이어주는 총 연장 1,595 km 구간의 아시안 하이웨이 노선망이자 고속도로이다.

## 주요 경유지

### 러시아
- R297 간선도로 : 벨로고르스크(아시안 하이웨이 30호선과 교차) ~ 블라고베셴스크 (124 km)

### 중화인민공화국
지도에 따라 잠재적으로 이루어질 수도 있게 되는 아시안 하이웨이 구간은 아래와 같다.
- 헤이허시 ~ 하얼빈시 ~ 선양시 ~ 창춘시 ~ 다롄시 (1,471 km)

## 분기점이 있는 곳
- 아시안 하이웨이 30호선과 접촉하는 곳 : 유일하게 러시아에만 접촉 가능, 벨로고르스크
- 아시안 하이웨이 6호선과 접촉하는 곳 : 하얼빈시
- 아시안 하이웨이 32호선과 접촉하는 곳 : 창춘시
- 아시안 하이웨이 1호선과 접촉하는 곳 : 다롄시

## 같이 보기
- 아시안 하이웨이 6호선
- 아시안 하이웨이 30호선
- 아시안 하이웨이